# Tołsta
Tołsta (749 m n.p.m.) – szczyt w Bieszczadach Zachodnich.
Znajduje się pomiędzy dolinami Sanu na wschodzie oraz Solinki na zachodzie. Należy do grzbietu przebiegającego z Połomy na północ, zakończonego położonym nad wodami Jeziora Solińskiego masywem Kamiennego Horbu, z którym Tołsta sąsiaduje od północy.
Masyw charakteryzuje się typową dla regionu rzeźbą rusztową – wierzchowina zakończona z obu stron stokami obniżającymi się do dolin sąsiadujących rzek, zbudowana jest z bardziej odpornych skał i przebiega w kierunku NNW–SSE na długości ok. 1,8 km, natomiast grzbiet wododziałowy biegnie jej fragmentem, a następnie zmienia nieco kierunek i stromo opada w sąsiedni obszar zbudowany ze skał bardziej podatnych na erozję. W południowej części masywu grzbiet oddziela się od szczytowego wypłaszczenia na wierzchołku, opadając na południowy zachód, zaś z drugiego zwornika, położonego ok. 1 km dalej na NNW, schodzi on w kierunku północnym. Pozostałe odcinki wierzchowiny są grzbietami bocznymi – krótki odcinek w północnej części góry oraz biegnący z wierzchołka dłuższy fragment (bez końcowego stoku ok. 0,7 km), kulminujący w niewybitnym wzniesieniu o wysokości 626 m n.p.m. Ponadto z najwyższego punktu odgałęzia się na zachód krótkie boczne ramię, tzw. Werbuk.
Opadające z Tołstej stoki rozcięte są niewielkimi dolinami lokalnych potoków. W dolną część stoku północno-wschodniego nieznacznie wcinają się doliny kilku dopływów Sanu, m.in. Roztoczek. Równolegle do wierzchowiny płyną ograniczające masyw od południa Rohaczówka i Głuchy, zaś Głęboki wchodzi swą doliną aż pod grzbiet, oddzielając Werbuka od wierzchowiny.
Masyw Tołstej chroniony jest poprzez dwa parki krajobrazowe. Zachodnią część obejmuje Ciśniańsko-Wetliński Park Krajobrazowy, wschodnią natomiast – Park Krajobrazowy Doliny Sanu, pomiędzy którymi granica poprowadzona jest działem wodnym dorzeczy Solinki i Sanu.
Góra jest całkowicie zalesiona, toteż nie przedstawia ona walorów widokowych. Nie prowadzą tędy znakowane szlaki turystyczne.